# Corsa Coppi
Corsa Coppi var ett italienskt endagslopp i landsvägscykling som avhölls kring Fausto Coppis födelsestad Castellania i Piemonte från 1964 till 1967.

## Podieplaceringar
| År   | Vinnare          | Tvåa             | Trea              |
| 1964 | Michele Dancelli | Italo Zilioli    | Vittorio Adorni   |
| 1965 | Gianni Motta     | Franco Bitossi   | Imerio Massignan  |
| 1966 | Felice Gimondi   | Michele Dancelli | Franco Bitossi    |
| 1967 | Michele Dancelli | Luciano Galbo    | Wladimiro Panizza |